# Hadibu
Hadibu (també Hadibuh) és una ciutat de l'illa Socotra i la seva capital administrativa.
Ha experimentat un espectacular creixement en els darrers anys i ha passat de tenir uns 2.000 habitants a mitjan segle a més de 15.000 (càlcul aproximat). Té un aeròdrom a la rodalia i un port utilitzable la meitat de l'any.
Al segle xix i la primera meitat del segle xx va residir sovint a la ciutat el soldà mahra de Kishn i Socotra, que va existir com a sobirà protegit pels britànics fins al 1967 i encara després va reivindicar l'existència a l'exili.